# Diplazium expansum
Diplazium expansum är en majbräkenväxtart som beskrevs av Carl Ludwig Willdenow.
Diplazium expansum ingår i släktet Diplazium och familjen Athyriaceae. Inga underarter finns listade i Catalogue of Life.